# Walter Long
Sir Walter Hume Long (1854. július 13. – 1924. szeptember 26.) Long 1. vikomtja, brit konzervatív politikus.

## Élete

### Ifjúkora
Long 1854-ben született Richard Penruddocke Long legelső gyermekeként. Édesanyja Charlotte Anna, William Wentworth Hume Dick lánya volt, innen kapta harmadik nevét Walter. Bár a hivatalosan nem volt nemesi, mind az anyai, mind az apai ágon számos távoli rokon volt gróf illetve báró. Long az alap tanulmányait feltehetően szülőhelyén végezte, majd a Harrow Egyetemen és a Christ Church-ön végezte tanulmányait Oxfordban. Édesapja 1875-ben bekövetkezett halála után, 21 évesen Walter lett a családfő és a családfenntartó.

### Családja
Long Dorothy (Doreen) Blanche-t, Richard Boyle (Cork 9. grófja) lányát 1878-ban vette feleségül, akitől a későbbiekben 5 gyermeke született. Egy fia a háborúban életét vesztette. Long halála után 1924-ben a még csupán 13 éves unokája lett Long 2. vikomtja.

### Politikai pályafutása
A politikához a 80-as években kezdett közeledni. Ekkoriban lépett be a brit Konzervatív Pártba, s néhány éven belül igen nagy népszerűségre tett szert. Az 1911-es konzervatív elnökválasztás idején (amely Arthur Balfour lemondásának következménye volt) versenybe szállt Austen Chamberlainnel, azonban később Bonar Law javára visszalépett. Visszalépésének oka volt, hogy a Chamberlain és Long is megosztó személyiségek voltak, ezért megállapodtak abban, hogy visszalépnek és a vezetést Bonar Law-ra bízzák. Long az 1915-ben alakult háborús koalícióban az önkormányzati testület elnöke lett. Hivatalai ideje során számos belga menekült érkezett az országba, akiknek a helyzetéről számos vita látott napvilágot, azonban a menekülteket végül sikerült elhelyezni. Herbert Asquith lemondása és távozása után David Lloyd George kormányában a gyarmatügyi miniszter címet kapta meg, melyet 1910. január 10-ig birtokolt. Ezután Lloyd George az admiralitás első lordjának nevezte ki Longot (1919. január 10.), aki egészen 1921-ig birtokolta ezen pozíciót. A későbbiekben a politikától visszavonultan élt.
Long 1924-ben hunyt el otthonában.

## Fordítás
- Ez a szócikk részben vagy egészben  a   Walter Long, 1st Viscount Long című angol Wikipédia-szócikk fordításán alapul.  Az eredeti cikk szerkesztőit annak laptörténete sorolja fel. Ez a jelzés csupán a megfogalmazás eredetét és a szerzői jogokat jelzi, nem szolgál a cikkben szereplő információk forrásmegjelöléseként.